# Virtual Call
Virtual Call（バーチャルコール、VC）とは、通信相手を呼び出して仮想回線（バーチャルサーキット、Virtual Circuit）を設定してからデータを送信するパケット通信の方式である。仮想回線方式とも呼ばれる。
Asynchronous Transfer Mode、ISDN・DDXのパケット通信などで使用されている。

## 特徴
コネクションレス型通信と比較し、以下の点が特徴である。
- 経路の確保など通信プロトコルが複雑になる。
- 経路が予め確保されており、交換処理が単純で高速である。
- 宛先情報などパケットのヘッダが小さくでき、通信効率が良い。